# Kotiteollisuus
Kotiteollisuus es un grupo finés de heavy metal/hard rock procedente de Lappeenranta. Fue formado en 1991. La banda publicó su primera demo en 1993, bajo el nombre de Hullu ukko ja kotiteollisuus ("El loco viejo cascarrabias e Industria Casera"). El nombre actual (Industria Casera) fue establecido en 1997. Son conocidos por ser desmesurados en su hablar, sin filtros ni sesgos, además de insultar a su público durante conciertos en vivo y en entrevistas; especialmente su vocalista, Jouni Hynynen.
Se dice que Kotiteollisuus ha fusionado el "furioso metal pesado con la parte más emotiva de su nación". Los temas sobre los cuales están basadas las líricas de sus canciones son por lo general el estado de su país, religión y el estado de la humanidad en general. 
Kotiteollisuus es sin lugar a duda una de las bandas más populares de Finlandia, con un disco de platino y varios de oro. Ganaron el Premio Emma al mejor disco de heavy metal en 2003 (con Helvetistä itään) y en 2005 (con Kotiteollisuus DVD).
La banda saco a la venta su décimo disco Ukonhauta en 18 de febrero de 2009.
Tuomas Holopainen, de la famosa banda de metal sinfónico Nightwish, ha tocado con ellos en vivo en varias oportunidades y ha participado de giras cuando no se encuentra demasiado ocupado con sus otros proyectos.

## Miembros (1998-)
- Jouni Hynynen (guitarrista, cantante)
- Jari Sinkkonen (baterista)
- Janne Hongisto (bajista)

## Miembros anteriores
- Aki Virtanen (guitarrista)
- Simo Jäkälä (cantante)
- Tomi Sivenius (guitarrista, cantante)

## Discografía

### Álbumes
- Hullu ukko ja kotiteollisuus (1996) (El viejo loco y la industria hogareña)
- Aamen (1998) (Amén)
- Eevan perintö (1999) (Legado de Eva)
- Tomusta ja tuhkasta (2000) (Del polvo y las cenizas)
- Kuolleen kukan nimi (2002) (El nombre de la flor muerta)
- Helvetistä itään (2003) (Al este del Infierno)
- 7 (2005)
- Iankaikkinen (2006) (Eterno)
- Sotakoira (2008) (Perro de guerra)
- Ukonhauta (tumba del anciano)
- Sotakoira II (2012) (Perro de guerra)
- Maailmanloppu (2013) (Apocalipsis)

### Sencillos
- Noitavasara
- Kuulohavaintoja
- Routa ei lopu
- Juoksu
- Eevan perintö
- Jos sanon
- Kädessäni
- Yksinpuhelu
- Rakastaa/ei rakasta
- Vuonna yksi ja kaksi
- +-0
- Routa ei lopu (on ilmoja pidelly)
- Helvetistä itään
- Minä olen
- Tämän taivaan alla
- Kultalusikka
- Vieraan sanomaa
- Kaihola
- Arkunnaula
- Tuonelan koivut
- Kummitusjuna